# Othon Coubine
Othon Coubine (Otakar ou Ottokar Kubín, dit), né le 22 octobre 1883 à Boskowitz en Autriche-Hongrie, et mort le 7 octobre 1969 à Marseille, est un peintre, sculpteur et graveur franco-tchèque d'origine morave. 

## Biographie
Coubine étudie d'abord aux Académies de Prague et d'Anvers et voyage en Italie de 1902 à 1903 avant de s'installer en France en 1905. On lui doit alors des paysages de Toscane, de Provence, d'Auvergne et des Hautes-Alpes.
En 1912, il quitte l'Autriche-Hongrie et s'installe à Paris où il prend le nom de Coubine ; il sera naturalisé français en 1926.
Il expose à Paris en 1925 à la galerie Guiot, 4 rue Volney, et en même temps à la galerie Barbazanges, en 1926, à la galerie Briant-Robert, rue d'Argenteuil, alors dirigée par Adolphe Basler, puis en 1936 à la galerie Druet avec Gérard Cochet, Jacques Lestrille et Robert Lotiron. 
Il était propriétaire d'une maison à Simiane-la-Rotonde mais aussi du Château de Caseneuve.

## Œuvre

### Marché de l'art
Le 11 décembre 2006, une huile sur toile intitulée Printemps en Provence, les amandiers en fleurs (50 x 61 cm) est adjugée à 12 332 euros.
Le 11 juin 2012, une autre huile sur toile, Le Duel (79 x 93 cm) est adjugée 73 250 livres sterling (soit 93 135 euros).
Le 4 mai 2021, Le Garçon de café (huile sur toile, vers 1912, 55 x 22 cm) est adjugée 125 000 euros.

## Annexe